# Tai nạn đền ở Kollam
Một vụ nổ và hỏa hoạn nghiêm trọng đã xảy ra tại đền Puttingal ở Paravoor, Kollam, vào ngày 10 tháng 4 năm 2016 trước 03:30 IST (22:00 UTC 9 tháng 4), làm 111 người chết, 350 bị thương, trong có vài người bị bỏng nghiêm trọng, sự cố này xảy ra sau một lễ hội pháo hoa.
Theo báo cáo của địa phương, vụ nổ và hỏa hoạn là do pháo nổ đã được sử dụng trong một lễ kỷ niệm. Ngôi chùa Bà La Môn không có giấy phép của chính quyền Kerala để tiến hành một cuộc thi đua trình diễn đốt pháo hoa  Khoảng 15.000 người hành hương đã ghé thăm ngôi đền để đánh dấu ngày lễ kỷ niệm Ấn Độ Giáo địa phương, trong ngày cuối cùng của lễ hội bảy ngày của nữ thần Bhadrakali.
Đây là thảm họa pháo hoa lớn thứ hai được tường thuật qua các tin tức ở miền Nam Ấn Độ trong những năm gần đây, sau vụ nổ hãng Sivakasi ở bang Tamil Nadu vào tháng 9 năm 2012.